# Hans Schmidhofer

Hans Schmidhofer

Hans Schmidhofer (* 8. Juni 1912 in Alkoven bei Eferding; † Frühjahr 1945 in Westungarn) war ein österreichischer Politiker (NSDAP).

## Leben und Wirken
Nach dem Besuch der Volksschule und Bürgerschule in Eferding erlernte Schmidhofer das Kaufmannsgewerbe.
Seit 1933 gehörte Schmidhofer der illegalen NSDAP an. Von Dezember 1933 bis zum 26. Juli 1934 war er Sturmführer der SA. Aufgrund seiner Beteiligung am Juliputsch der österreichischen Nationalsozialisten gegen die Regierung Dollfuß wurde er am 26. Juli 1934 verhaftet und wegen Aufstand und Sprengstoffbesitz angeklagt: Für die erste Anklage wurde er am 4. Oktober 1934 zu acht Jahren Kerker, wegen der zweiten am 24. November 1934 zum Tode verurteilt. Das letztere Urteil wurde er am 6. Januar 1935 zu lebenslänglichem Kerker umgewandelt. Während seiner Haftzeit bildete Schmidhofer sich autodidaktisch weiter. Am 18. Februar 1938, einen Monat vor dem „Anschluss Österreichs“ an das Deutsche Reich, erfolgte schließlich seine vorzeitige Entlassung aus der Strafanstalt Garsten. Wenige Wochen später, am 20. März 1938, wurde er zum Kreisleiter in Eferding ernannt. Zudem wurde er Landrat in Rohrbach. Am 27. Mai 1938 beantragte er die reguläre Aufnahme in die NSDAP und wurde rückwirkend zum 1. Mai aufgenommen (Mitgliedsnummer 6.283.482).
Von April 1938 bis zum Ende der NS-Herrschaft saß Schmidhofer zudem als Abgeordneter für das Land Österreich im nationalsozialistischen Reichstag. Schmidhofer nahm ab 1940 am Zweiten Weltkrieg als Soldat teil. Er starb im Frühjahr 1945 in Westungarn.